# Університет імені Альфреда Нобеля
Університе́т і́мені А́льфреда Но́беля — недержавний приватний вищий навчальний заклад IV рівня акредитації в Україні, що готує фахівців з економіки, менеджменту, торгівлі, лінгвістики та права для підприємницького сектора.

## Історія
До 13 грудня 2001 року мав назву «Дніпропетровська академія управління, бізнесу та права» (ДАУБП).
Організаційно-правова форма закладу — приватна організація (установа, заклад) з датою реєстрації 23.07.1993 року. 
У жовтні 2010 року за значний внесок у розвиток та поширення Нобелівського руху в Україні та за її межами університету було присуджено їм'я Альфреда Нобеля.
Міжнародне визнання університету у липні 2014 підтверджено Webometrics Ranking of World Universities.
- За рейтингом Webometrics-2014 університет зайняв першу сходинку серед приватних українських закладів вищої освіти.
- Серед 300 українських вишів, представлених у рейтингу Webometrics, Університет імені Альфреда Нобеля ввійшов у топ-50.

Також університет зайняв першу сходинку серед усіх приватних закладів вищої освіти України за кількістю прийнятих на навчання студентів за результатами вступної кампанії 2015 року.
У липні 2016 року Університет Альфреда Нобеля посів друге місце серед найкращих приватних університетів України згідно з Консолідованим рейтингом ЗВО України.
За результатами рейтингу закладів вищої освіти 2019 року університет посів 2 місце серед приватних вишів та 80-те місце серед вишів усіх форм власності.

## Напрямки навчання
- Менеджмент
- Маркетинг
- Готельно-ресторанна справа, туризм
- Інформаційні технології, кібербезпека
- Політологія
- Міжнародні відносини
- Психологія
- Філологія
- Економіка
- Право

## Факультети і спеціальності
Освітній ступінь «Бакалавр» (спеціальність, спеціалізація)
- Економіка (Бізнес-аналітика)
- Економіка (Економіка бізнесу та інновацій)
- Комп'ютерні науки
- Підприємництво, торгівля та біржова діяльність (Підприємництво і бізнес-технології)
- Підприємництво, торгівля та біржова діяльність (Підприємництво і комерційна логістика)
- Фінанси, банківська справа та страхування (Міжнародні корпоративні фінанси)
- Міжнародні стандарти фінансів та обліку
- Менеджмент, є англомовна програма
- Менеджмент (HR-менеджмент)
- Менеджмент: (Управлінське консультування та коучинг)
- Філологія (Переклад, англійська мова)
- Філологія (Мова та література, англійська мова)
- Філологія (Прикладна лінгвістика)
- Міжнародні економічні відносини (Міжнародний бізнес), є англомовна програма
- Маркетинг, є англомовна програма
- Маркетинг (Реклама і комунікації)
- Облік і оподаткування
- Право
- Політологія (Міжнародні аспекти політичної журналістики)
- Психологія (Консультування та корекційно-розвивльна робота)
- Туризм
- Готельно-ресторанна справа
- Соціальна робота (Соціально-педагогічна діяльність)

### Освітній ступінь «Магістр» (спеціалізація, спеціалізація)
- Освітні педагогічні науки (Педагогіка вищої школи)
- Філологія (Мова і література англійська)
- Філологія (Переклад англійська)
- Філологія (Прикладна лінгвістика)
- Економіка (Бізнес-аналітика)
- Економіка (Економіка та інновації)
- Психологія (Консультування та корекційне-розвивальна робота)
- Міжнародні економічні відносини, є англомовна програма
- Політологія (Міжнародні аспекти політичної журналістики)
- Облік і оподаткування
- Фінанси, банківська справа та страхування
- Менеджмент, є англомовна програма
- Менеджмент туристичного бізнесу
- Менеджмент (Управління навчальними закладами)
- Маркетинг, є англомовна програма
- Підприємництво, торгівля та біржова діяльність
- Право
- Соціальна робота

### Міжнародна Школа Бізнесу, IBS
- MBA (Master of Business Administration)
- MBA English

### Освітній ступінь доктор філософії (спеціальність)
- 051 «Економіка»
- 073 «Менеджмент»
- 076 «Підприємництво, торгівля та біржова діяльність»
- 015 «Професійна освіта (за спеціалізаціями)»